# Håkvik
Håkvik este o localitate din comuna Narvik, provincia Nordland, Norvegia, cu o suprafață de 0,64 km² și o populație de 713 locuitori (2013).